# Молитерну, Каду
Карлус Эдуарду Молитерну (Carlos Eduardo Moliterno, известный как Каду Молитерну (Kadu Moliterno); род. 20 июня 1952, Сан-Паулу) — бразильский актёр.

## Биография
Каду Молитерну родился 20 июня 1952 года в Сан-Паулу. Начал рано работать посыльным в метрополитене Сан-Паулу.
Однажды он заменил фотомодель для съёмок в журнале по привлечению внимания публики. В то же время телекомпания осуществляла съёмки новеллы «Ученики мистера президента» (порт. As Pupilas do Sr. Reitor). Директор этой компании искал подходящего актёра и, когда он увидел фотографию Каду Молитерну в журнале, был уверен, что нашёл именно того человека, который нужен. Спустя некоторое время его пригласили на работу в театр.

## Избранная фильмография

### Сериалы
- 2009 — Рай / Paraíso
- 2008 — Совершенная красота / Beleza Pura
- 2005 — Пиф-паф / Bang Bang
- 2004 — Как волна / Como uma Onda
- 2004 — Слава / Celebridade
- 2004 — Кубанакан / Kubanacan
- 2002 — Желания женщины / Desejos de Mulher
- 2001 — Берег мечты / Porto dos Milagres
- 1999 — Нежный яд / Suave Veneno
- 1997 — Жестокий ангел / Anjo Mau
- 1996 — Дворняжка / Vira Lata
- 1994 — Четыре на четыре / Quatro por Quatro
- 1994 — Моя родина / Pátria Minha
- 1994 — Возрождение / Renascer
- 1991 — Властелин мира / O Dono do Mundo
- 1990 — Границы незнакомца / Fronteiras do Desconhecido
- 1984 — Высокая сторона / Partido Alto
- 1983 — Я обещаю / Eu Prometo
- 1981 — Бриллиант / Brilhante
- 1980 — Три Марии / As Três Marias
- 1980 — Живая вода / Água-Viva

### Фильмы
- 2004 — Tainá 2 — Приключение продолжается / Tainá 2 — A Aventura Continua
- 1977 — / A Virgem
- 1976 — Дерево полов / A Árvore dos Sexos
- 1973 — Ночь женщин / A Noite das Fêmeas